# Noah Jay Wood
Noah Jay Wood (* 30. März 2000 in Jackson, Mississippi) ist ein US-amerikanischer Schauspieler und Model sowie eine Social-Media-Persönlichkeit auf TikTok.

## Leben
Wood wurde am 30. März 2000 in Jackson geboren. Während seiner Zeit an der High School galt er als talentierter American-Football-Spieler. Er studierte Schauspiel an der University of Mississippi. Während seiner Theaterausbildung an der Fakultät erhielt er erste Bühnenrollen. Zusätzlich erhielt er erste Modelaufträge für lokale Werbungen. Er absolvierte ein Sommerprogramm am New York Conservatory for Dramatic Arts. Zu dieser Zeit kam er mit der App TikTok in Berührung. Stand April 2022 hat er 4,4 Millionen Follower und weit über 138 Millionen Videoaufrufe. 2020 spielte er im Musikvideo zum Lied Millionaire (Good Like That) von Tauren Wells und Kirk Franklin mit. 2021 erhielt er in der The-Asylum-Filmproduktion Robot Apocalypse mit der Rolle des Jorge eine der Hauptrollen des Mockbusters.

## Filmografie (Auswahl)
- 2020: Millionaire (Good Like That) (Musikvideo)
- 2021: Robot Apocalypse